# Каспар Гассель
Каспар Гассель (норв. Kaspar Hassel, 6 листопада 1877 — 9 квітня 1962) — норвезький яхтсмен.
Олімпійський чемпіон 1920 року в класі 12 метрів (правила 1919 року).